# Kalinowa (powiat sieradzki)
Kalinowa – wieś w Polsce położona w województwie łódzkim, w powiecie sieradzkim, w gminie Błaszki, w odległości 7 km od miasta Błaszki.
Do 1870 istniała gmina Kalinowa. W latach 1954–1972 wieś należała i była siedzibą władz gromady Kalinowa. W latach 1975–1998 miejscowość należała administracyjnie do województwa sieradzkiego.
Kalinowa leży w historycznej ziemi sieradzkiej.

## Historia i zabytki
Pierwsza wzmianka o wsi pojawia się w źródłach pisanych w 1370, kiedy pojawia się Arkembold heres de Kalinowa. Gniazdo rodu Zarembów, z którego wywodziło się wielu wojewodów sieradzkich i kaliskich oraz kasztelanów sieradzkich, starostów wieluńskich i grabowskich. Byli oni właścicielami dużego majątku z centrum w Kalinowej, w skład którego wchodziło 15 wsi w Sieradzkiem, a także dobra w województwie kaliskim.
W XVI w. Kalinowa położona była w powiecie sieradzkim województwa sieradzkiego.
Na pocz. XVII w. Kalinowa stała się własnością Wojciecha Jana Łubieńskiego (zm. 1653 r.), który najprawdopodobniej wybudował tu przed 1652 r. barokowy dwór. Jest to budowla piętrowa, z niskim parterem, szkarpami w narożach, ryzalitem i arkadowym podcieniem od frontu. Łubieńscy byli w Kalinowej do końca XVIII w., a ostatnim jej właścicielem z tego rodu był Feliks Franciszek Łubieński (1758–1848), który przebywał tu do 1797 r. tj. do czasu, gdy zamienił te dobra (oraz dobra w Szczytnikach) z namiestnikiem von Hoymem na posiadłość w Guzowie, która należała do trzeciego rozbioru do jego matki, Pauli Ogińskiej. Marian Brandys w "Końcu świata szwoleżerów" uważał Feliksa Łubieńskiego za antenata nowej generacji podupadłego rodu czerpiąc dowody regeneracji, jak sam pisze, z "Pamiętnika rodziny Łubieńskich" i z zachowanej korespondencji syna Feliksa – gen. Tomasza Łubieńskiego: „Poza najbliższymi przyjaciółmi generała jego korespondencję zaludniają niemal wyłącznie krewni i powinowaci. Kiedy się czyta relacje pana Tomasza z wizyt w Zagościu, Kazimierzy Wielkiej, Guzowie, Goli, Izdebnie [...] – wtedy dopiero zaczyna się rozumieć, jak potężny potencjał energii społecznej reprezentowali sobą Łubieńscy.”
W Kalinowej urodził się Władysław Aleksander Łubieński, prymas Polski, który koronował na króla Stanisława Augusta Poniatowskiego.
W 1916 r. ówcześni właściciele Kalinowej – Murzynowscy poddali dwór gruntownemu remontowi i znacznej przebudowie.
W latach 1949–1960 była we dworze szkoła, potem Stacja Hodowli Roślin, działalność Spółki oparta była na produkcji rolnej (roślinnej i zwierzęcej) na obszarze 556,4 ha obejmującym gospodarstwa Kalinowa i Kobylniki, w tym 526,7 ha stanowią grunty dzierżawione od Agencji Nieruchomości Rolnych (była Agencja Własności Rolnej Skarbu Państwa) dzierżawa gruntów została zawarta w dniu 1 lipca 1993 r. na okres 10 lat, następnie przedłużona została aneksem z dnia 14 stycznia 2003 r. do dnia 15 lipca 2023 r. Pozostałe grunty rolne tj. 29,7 ha stanowią własność Spółki. W 2010 pakiet udziałów sprzedano za cenę 8.728.500,00 zł spółce AGROSAD. W czasie remontu dworu w 1960 r. zniszczono dębowe schody, prowadzące na piętro z dolnego holu. W piwnicy zachowano zabytkowe sklepienia. Budowla jest otoczona fosą. Za dworem zaniedbany park, niegdyś w stylu angielskim, w nim staw z wyspą kryjącej relikty dawnej fortalicji rycerskiej Zarembów, funkcjonującej zapewne od XV w. do czasu wzniesienia siedziby murowanej. Dwór w Kalinowej uważany jest za pierwowzór "strasznego dworu" z opery Stanisława Moniuszki. 
Ponadto we wsi znajduje się gotycki kościół św. Marii Magdaleny, ufundowany przez Jana Zarembę, z 1465–1468 r, gruntownie odrestaurowany na początku XIX wieku. Jest to budowla oszkarpowana, jednonawowa, budowana z cegły o układzie polskim. Zachowane są 4 portale i dwa gotyckie okna. Ołtarz główny w stylu barokowym, ołtarze boczne – klasycystyczne z XIX w. W ścianie południowej wiele półokrągłych wgłębień – śladów po nieceniu ognia przy użyciu spawarki. W archiwum księgi metrykalne od 1826 r. Na cmentarzu grobowce Murzynowskich, właścicieli Kalinowej i Laudowiczów, właścicieli Tuwalczewa. Skromna tablica upamiętnia ppor. rez. kaw. Wacława Laudowicza, zamordowanego w Katyniu.
Według rejestru zabytków Narodowego Instytutu Dziedzictwa na listę zabytków wpisane są obiekty:
- kościół parafialny pw. św. Marii Magdaleny, 1465, nr rej.: kl.IV-73-81/54 z 6.06.1954
- zespół dworski, 1 poł. XIX w., 1916, nr rej.: kl.IV-73/100/54 z 12.06.1954:
  - dwór
  - park, nr rej.: 377 z 31.12.1990